# Julio Jaramillo
Pour les articles homonymes, voir Jaramillo.
 (mai 2018).
Julio Alfredo Jaramillo Laurido, également connu sous les pseudonymes de Jota Jota ou el Ruiseñor de America (le rossignol de l'Amérique) est un chanteur équatorien né le 1er octobre 1935 à Guayaquil et mort le 9 février 1978 dans la même ville,,,.

## Biographie
Fils de Juan Jaramillo et Apolonia Laurido, d'origine modeste, Julio Jaramillo commence à travailler très jeune comme cordonnier.
Il grandit en écoutant des artistes comme Olimpo Cárdenas, Carlos Rubira Infante, qui l'inspirent plus tard dans ses chansons.
Il apprend à jouer de la guitare dans son quartier de Guayaquil. Avec deux de ses meilleurs amis il forme son premier trio. Ils se produisent à  Manabí et à Esmeraldas. 			
Quelques années plus tard, il remporte plusieurs concours musicaux pour amateurs et gagne sa popularité avec l'enregistrement de son premier album intitulé Pobre mi madre querida (1955), en duo avec Fresia Saavedra. Il enregistre ensuite Esposa avec son mentor Carlos Rubira Infante, et l'année suivante la valse Fatalidad qui est alors jouée dans toutes les stations radiophoniques du pays. Mais sa reconnaissance, il la doit au titre Nuestro Juramento, qui l'emmène à de nombreuses tournées en Amérique latine.
En juillet 1976, après plus de dix ans d'absence, Julio Jaramillo  revient dans son pays, invité par les Galeries J.D. Feraud Guzmán à un programme à l'occasion de son anniversaire.
Julio Jaramillo a produit quelque quatre mille enregistrements dans les styles boléros, pasillos, valses, tangos et rancheras. Jaramillo a créé ses propres compositions musicales, telles que Panadera, Guayaquileña et A mi madre sans oublier le célèbre boléro, Mi locura.
Il meurt le 9 février de 1978, d'un arrêt cardiaque consécutif à un problème rénal après deux opérations pour extraire des calculs biliaires. Une rumeur circule sur le fait qu'il serait décédé d'une cirrhose.
En son honneur, chaque 1er octobre, jour anniversaire de sa naissance, est consacré comme Día del pasillo ecuatoriano (jour du passillo équatorien) en Équateur.

## Quelques succès connus
- Nuestro juramento
- Fatalidad
- Reminiscencias
- Rondando tu esquina
- No me toquen ese vals
- Cinco centavitos
- Un disco más
- Ódiame
- Te esperaré
- Alma mía
- Los versos para mi madre
- Senderito de amor
- Bodas Negras
- Te odio y te quiero